# Parencyrtomyia niveiclava
Parencyrtomyia niveiclava är en stekelart som beskrevs av Girault 1915. Parencyrtomyia niveiclava ingår i släktet Parencyrtomyia och familjen sköldlussteklar. Inga underarter finns listade i Catalogue of Life.